# Moinho de Água da Assenha
O Moinho de Água da Assenha, igualmente conhecida como Moinho de Água da Praia da Amália ou Moinho de Água da Azenha, é um edifício histórico na freguesia de São Teotónio, no Município de Odemira, na região do Alentejo, em Portugal.

## Descrição e história
A estrutura consiste num moinho de água em ruínas, situado numa pequena ribeira, junto à Praia da Amália. Insere-se na Herdade Amália Rodrigues, nas imediações da localidade de Brejão. O edifício tem uma planta de forma rectangular, em aparelho de pedra, e funcionava através de uma roda horizontal com rodízio, que estava instalado de forma paralela ao curso de água. Sobreviveram vestígios do açude e da levada, da caldeira, do cubo e do enxogadouro. Destaca-se o elemento da caldeira, com fortes muros em pedra, tendo a jusante a comporta e o cubo. Este último é totalmente em pedra, construção pouco usual na região.
O moinho foi construído em data desconhecida, mas provavelmente já existiria em 1927, uma vez que no Plano Hidrográfico da Costa Portuguesa este local surge com o nome de Assenha (Azenha). Por volta de 1965 a propriedade onde se encontra o moinho foi comprada pela célebre cantora Amália Rodrigues, tendo no final da década construído ali uma casa de férias.

## Leitura recomendada
- QUARESMA, António Martins (2009). Cerealicultura e farinação no Concelho de Odemira: Da Baixa Idade Média à época contemporânea. Odemira: Câmara Municipal de Odemira. 124 páginas. ISBN 978-989-8263-02-5
- QUARESMA, António Martins (2000). Rio Mira, Moinhos de Maré. Aljezur: Suledita. 89 páginas. Consultado em 20 de Maio de 2022 – via Biblioteca Digital do Alentejo</ref>
- TENDEIRO, Gonçalves Ana (2009). Os moinhos do Concelho de Odemira no século XXI. Odemira: Câmara Municipal de Odemira